# Карапетян, Сашибек Айрапетович
Сашибе́к Айрапе́тович Карапетя́н (арм. Սաշիբեկ Հայրապետի Կարապետյան; 1914—1998) — армянский советский организатор и передовик сельскохозяйственного производства. Герой Социалистического Труда (1949). Депутат Верховного Совета СССР IV созыва.

## Биография
Сашибек Айрапетович Карапетян родился в 1914 году в селе Норатус Эриванской губернии Российской империи (ныне в Гехаркуникской области Республики Армения).
С пятнадцатилетнего возраста Сашибек Карапетян работал почтальоном в селе Норатус Нор-Баязетского района Армянской ССР. В 1929 году он вступил в ВЛКСМ, и через некоторое время получил должность секретаря Норатусского сельского Совета, затем был бюджетником и заместителем председателя сельсовета. Проявив свои способности Карапетян был избран председателем сельсовета. После вступления в ВКП(б), Карапетян был назначен на должность инструктора Нор-Баязетского областного комитета Коммунистической партии Армении.
После начала Великой Отечественной войны в 1941 году Сашибек Карапетян был призван в Красную армию. На фронте с 24 июня 1941 года. Получил воинское звание лейтенанта, служил в составе 51-й отдельной стрелковой бригаде 18-й армии: был заместителем командира по политической части. В 1942 году Карапетян участвовал в Новороссийской оборонительной операции. В сложной ситуации, когда вражеские войска начали теснить советские войска на юго-восточной части города Новороссийска и угрожал с востока, по заданию командования Карапетян, вместе с двумя бойцами, вывел пулемётный взвод на конторольную над городом высоту в его северо-западной части. Там они установили четыре станковых пулемёта и открыли огонь по напирающим немцам. В результате путь противника был перегорожен и советские части получили возможность принять крепкую оборону. Карапетян получил ранение в правое бедро и одну контузию. 6 ноября 1947 года был награждён медалью «За боевые заслуги».
Демобилизовался в 1945 году. После чего вернулся в родное село Норатус, где получил должность секретаря начальной партийной организации колхоза имени Молотова. Одновременно Карапетян работал в колхозном производстве и в 1948 году был назначен звеньевым 4-го табаководческого звена 10-й бригады колхоза. В том же году, в результате внедрения передового опыта и последовательного выполнения агротехнических мероприятий по выращиванию табака, звено Карапетяна получило рекордный урожай табака сорта «Самсун» — на общей площади 3 гектара с каждого гектара было получило 24,6 центнера урожая.
Указом Президиума Верховного Совета СССР от 16 апреля 1949 года за получение высоких урожаев ржи, хлопка и табака при выполнении колхозами обязательных поставок и контрактации по всем видам сельскохозяйственной продукции, натуроплаты МТС в 1948 году и обеспеченности семенами всех культур в размере полной потребности для весеннего сева 1949 года Сашибеку Айрапетовичу Карапетяну было присвоено звание Героя Социалистического Труда с вручением ордена Ленина и золотой медали «Серп и Молот».
В 1949 году звено, которым руководил Сашибек Карапетян достигло более высокого результата: на площади 3 гектара с каждого гектара было получено 25,7 центнера урожая. В 1950 году Сашибек Карапетян был избран на должность председателя правления колхоза имени Молотова Нор-Баязетского района Армянской ССР. В годы руководства Карапетяна колхоз достиг больших успехов в повышении урожайности и развитии животноводства, а уже к 1959 году в значительной мере было повышено производство скотоводческих продуктов. В период руководства Карапетяна было выполнено строительство производственных и культурных объектов, улучшен культурно-бытовой уровень населения: село Норатус было снабжено электрическим освещением и чистой питьевой водой, были основаны библиотека, больница, детский сад. В дальнейшем был основан Норатусский совхоз и Карапетян остался его директором. По итогам семилетнего плана Карапетян был награждён орденом «Знак Почёта», по итогам восьмой пятилетки — орденом Октябрьской Революции, а по итогам девятой пятилетки — вторым орденом Ленина.
Сашибек Айрапетович Карапетян также занимался общественную деятельностью. Он избирался депутатом Совета Национальностей Верховного Совета СССР IV созыва.
Сашибек Айрапетович Карапетян скончался в 1998 году в родном селе Норатус Гехаркуникской области Республики Армения. Был похоронен на местном кладбище.

## Награды
- Герой Социалистического Труда (Указ Президиума Верховного Совета СССР от 16 апреля 1949 года, орден Ленина и медаль «Серп и Молот») — за получение высоких урожаев ржи, хлопка и табака при выполнении колхозами обязательных поставок и контрактации по всем видам сельскохозяйственной продукции, натуроплаты МТС в 1948 году и обеспеченности семенами всех культур в размере полной потребности для весеннего сева 1949 года[8].
- Орден Ленина (27.12.1976)[8].
- Орден Октябрьской Революции (8.04.1971)[8].
- Орден Отечественной войны 2 степени (6.05.1987)[2].
- Орден «Знак Почёта» (22.03.1966)[8].
- Медаль «За боевые заслуги» (6.11.1947)[6].

## Комментарии
1. ↑  В наградном листе и Указе Президиума Верховного Совета СССР указано имя Шашибек.